# Домб'є (озеро)

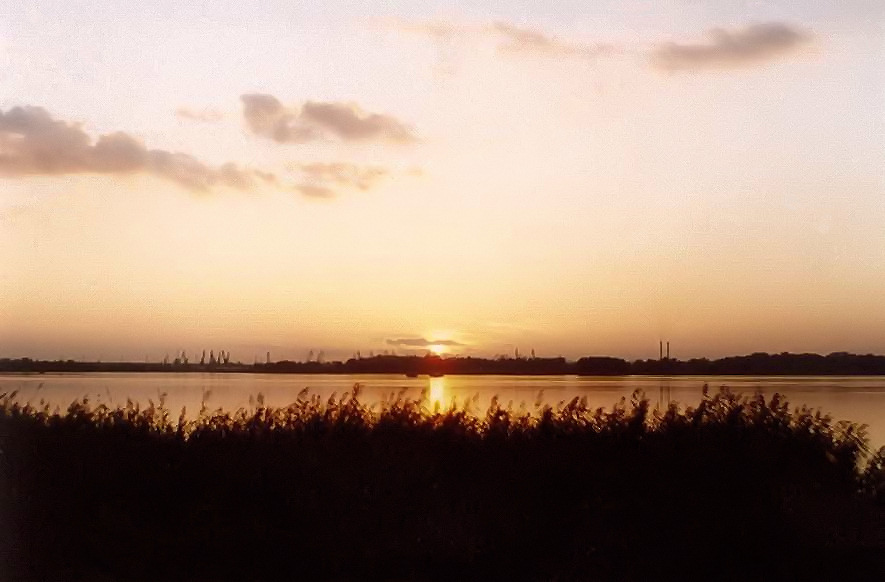
Захід сонця на озері Домбе

До́мб'є (пол. Dąbie) — озеро в Західнопоморському воєводстві. Четверте за площею в Польщі, та найбільше Західнопоморському воєводстві. За походженням льодовикове. Площа водного дзеркала становить 54 км². Середня глибина становить 3,5 м, а максимальна 8 м. Максимальна довжина озера 15 км, а максимальна ширина 7,5 км. Озеро має добре розвинену берегову лінію. Також його можна чітко розділити на північну велику частину та південну малу частину. В озері розташовано більш ніж десять островів загальною площею 1389га. На березі озера розташовано місто Щецін та ще декілька невеликих сіл.